# Aeschynanthus burttii
Aeschynanthus burttii là một loài thực vật có hoa trong họ Tai voi. Loài này được Mendum mô tả khoa học đầu tiên năm 2003.